# Циганенко Євгеній Валерійович
Євгеній Валерійович Циганенко (10 грудня 1990) — український голболіст, учасник літніх Паралімпійських ігор 2020 року. Майстер спорту України міжнародного класу. Чемпіон Європи 2016 та 2018 років. Срібний призер чемпіонату Європи 2019 року. Чемпіон та срібний призер міжнародного турніру 2021 року. 
Представляє Полтавський регіональний центр з фізичної культури і спорту інвалідів «Інваспорт».

## Державні нагороди
- Орден «За заслуги» III ст. (18 вересня 2024) — За досягнення високих спортивних результатів на ХVІІ літніх Паралімпійських іграх у місті Парижі (Французька Республіка), виявлені самовідданість та волю до перемоги, утвердження міжнародного авторитету України[1]